# Lignes télégraphiques et téléphoniques
Lignes Télégraphiques et Téléphoniques plus couramment appelé LTT était une société française spécialisée dans l’étude et la fabrication de lignes de communication destinées à la télégraphie et à la téléphonie, active de 1920 à 1985.

## Historique
Fondée en 1920 avec une usine à Conflans-Sainte-Honorine, la société a comme principal actionnaire Le Matériel Téléphonique, filiale de la holding américaine ITT. L'effectif de la société est de 1 500 personnes en 1928 et de 6 000 personnes en 1979, date de son apogée.
En 1923, LTT est le maître d’œuvre de la construction du câble Paris-Strasbourg, première liaison téléphonique souterraine à grande distance française, mise en service en avril 1926. En 1980, LTT réalise la première liaison par câble à fibres optiques entre deux centraux téléphoniques parisiens sur une distance de 7 kilomètres.
Outre l'usine de Conflans-Sainte-Honorine, la société a deux usines en Bretagne, à Lannion et Dinard et une en Algérie, à Maison-Carrée.
LTT est progressivement intégrée au groupe Thomson-CSF (ancêtre de l'actuel Thales), entre 1976 et 1978. Une quote-part du capital de LTT, à hauteur de 20%, est ensuite rétrocédée en 1978 par Thomson au groupe saoudien multinational TAG (Techniques d'Avant-Garde), contrôlé par Akram Ojjeh.
Le 30 décembre 1985, la société est dissoute, une partie de ses activités étant rattachée à la branche « Équipements » de CIT-ALCATEL et la branche « Câbles » aux Câbles de Lyon.